# San Lorenzo Cuauhtenco
San Lorenzo Cuauhtenco är en mindre stad i Mexiko, tillhörande kommunen Calimaya i delstaten Mexiko, i den centrala delen av landet. San Lorenzo Cuauhtenco hade 3 220 invånare vid folkräkningen 2010 och är det femte största samhället i kommunen.
Staden är mest känd för kyrkotemplet San Lorenzo Mártir. De största gatorna i staden heter Calle Adolfo López Mateos, Calle Vicente Guerrero och Calle Xinantecatl.